# Konská (okres Žilina)
Konská (maďarsky Kunfalva) je obec v okrese Žilina na Slovensku. V roce 2011 zde žilo 1 459 obyvatel. První písemná zmínka o obci pochází z roku 1350.

## Poloha a charakteristika
Obec se nachází na severozápadě Slovenska jižně od Žiliny. Rozprostírá se téměř uprostřed Rajecké doliny a obklopena věncem vrchů s listnatými a jehličnatými lesy. Ze severozápadu ji ohraničují Strážovské vrchy, které nad Rajeckými Teplicemi vybíhají do výšky 800 m n. m. a na východě tvoří ohraničení vysokohorský hřeben Lúčanské Malé Fatry.
Na svazích Lúčanské Malé Fatry vyvěrají potoky, které zde vytvářejí žebrovitou soustavu hlubokých dolin, v nichž zpravidla leží jednotlivé obce Rajecké doliny. Jedním z takových potoků je i Porubský potok, v jehož údolí se nachází Konská.

## Galerie

Konská
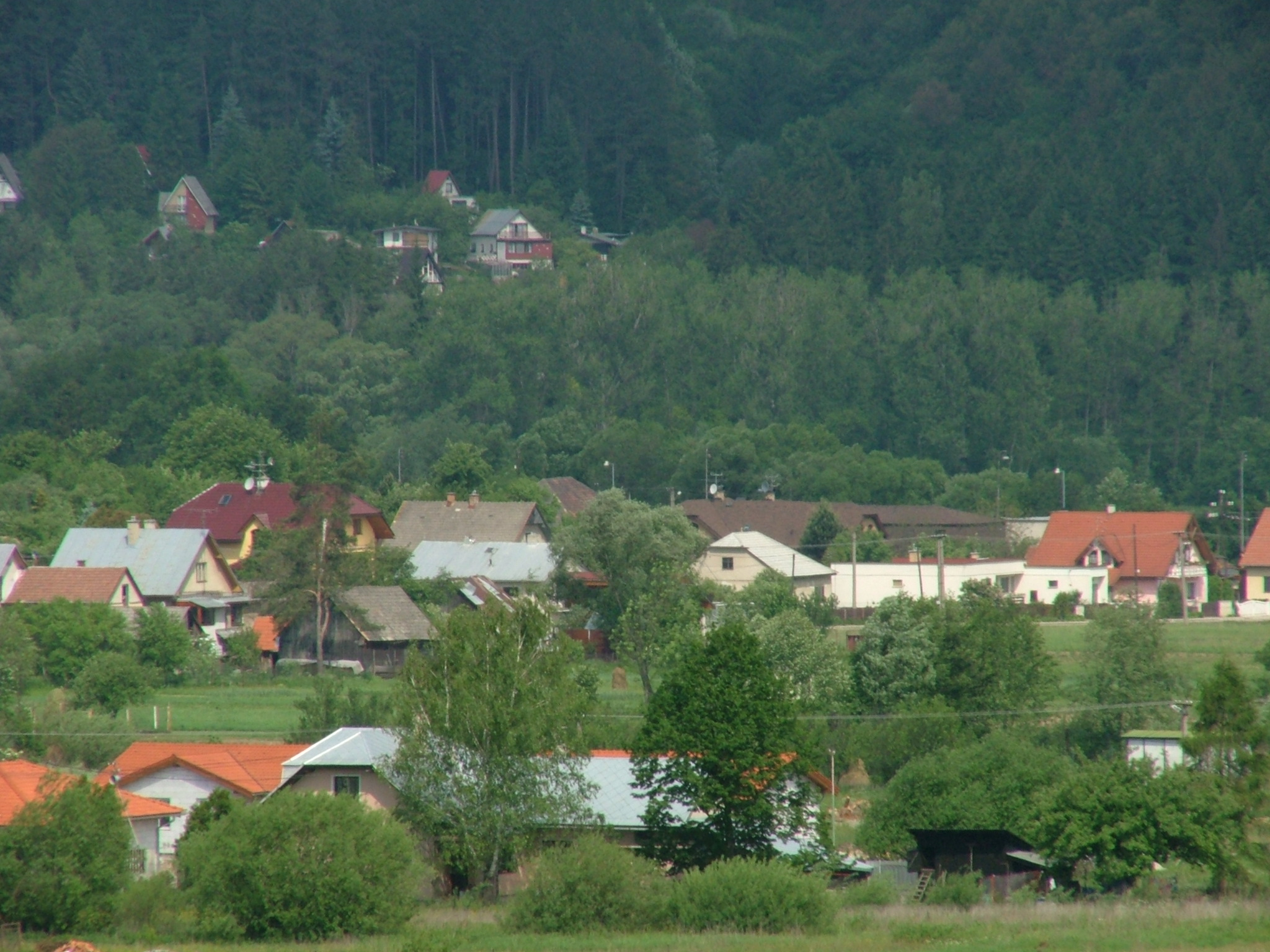
Dolní část obce
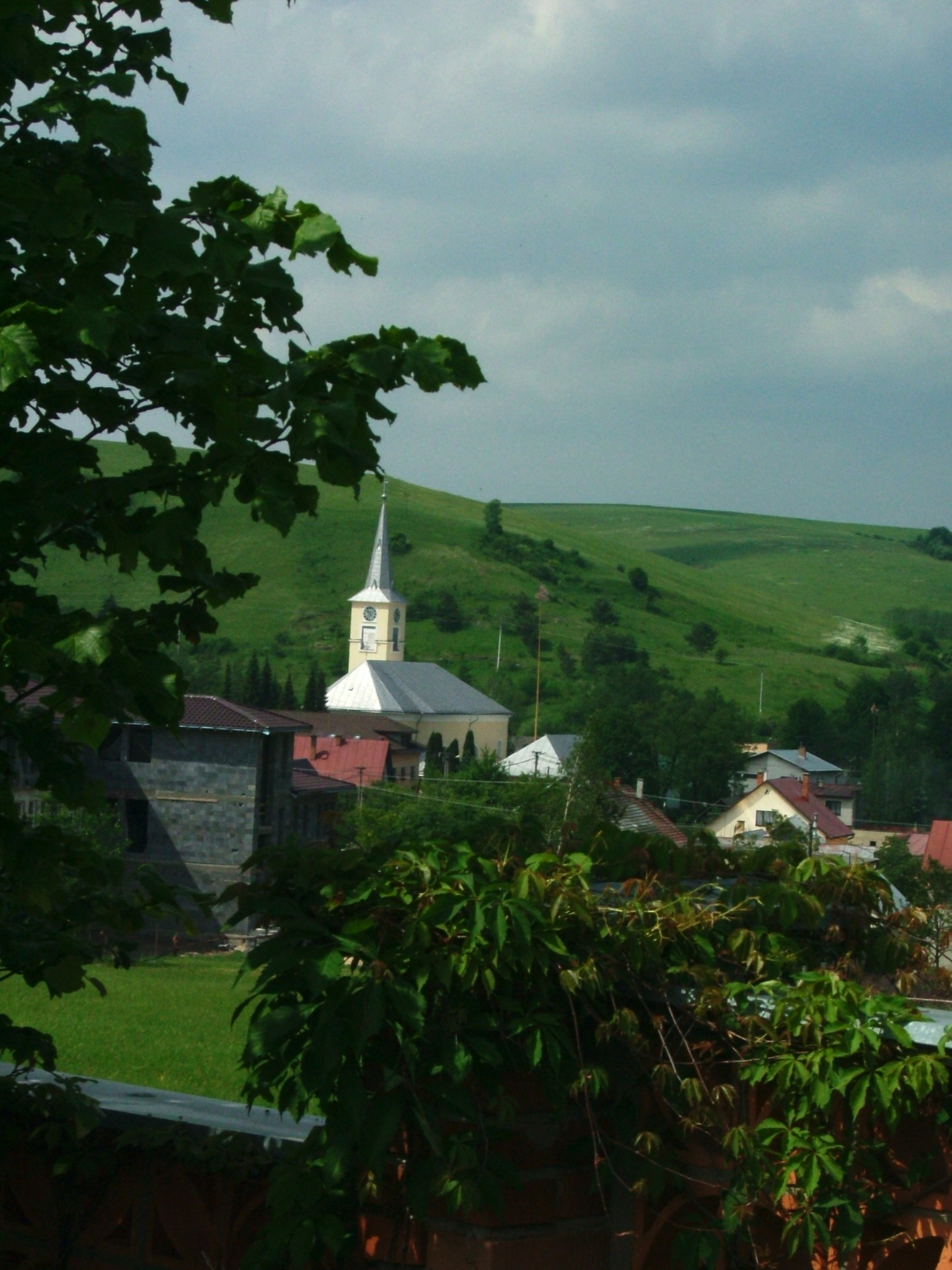
Kostel
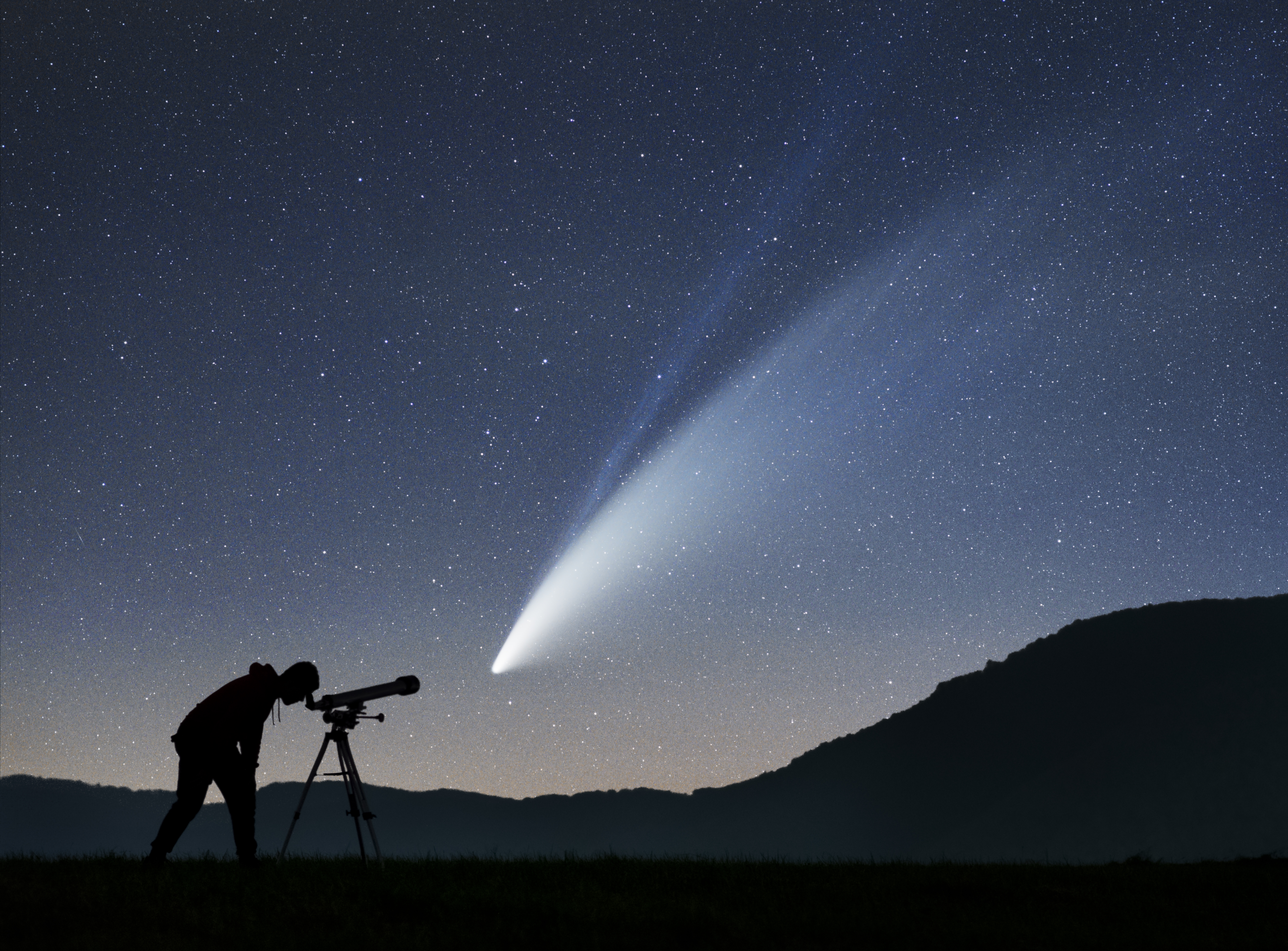
Kometa Neowise